# Província de Teshio
Teshio (天塩国, Teshio no kuni) foi uma breve província do Japão em Hokkaidō, correspondendo à atual subprefeitura de Rumoi e à metade norte da subprefeitura de Kamikawa.

## História
- 15 de agosto de 1869: Teshio é estabelecida com 6 distritos
- 1872: Censo aponta população de 1576 habitantes
- 1882: Províncias dissolvidas em Hokkaidō

## Distritos
- Mashike (増毛郡)
- Rumoi (留萌郡)
- Tomamae (苫前郡)
- Teshio (天塩郡)
- Nakagawa (中川郡)
- Kamikawa (上川郡)